# Sarah-Jayne Blakemore

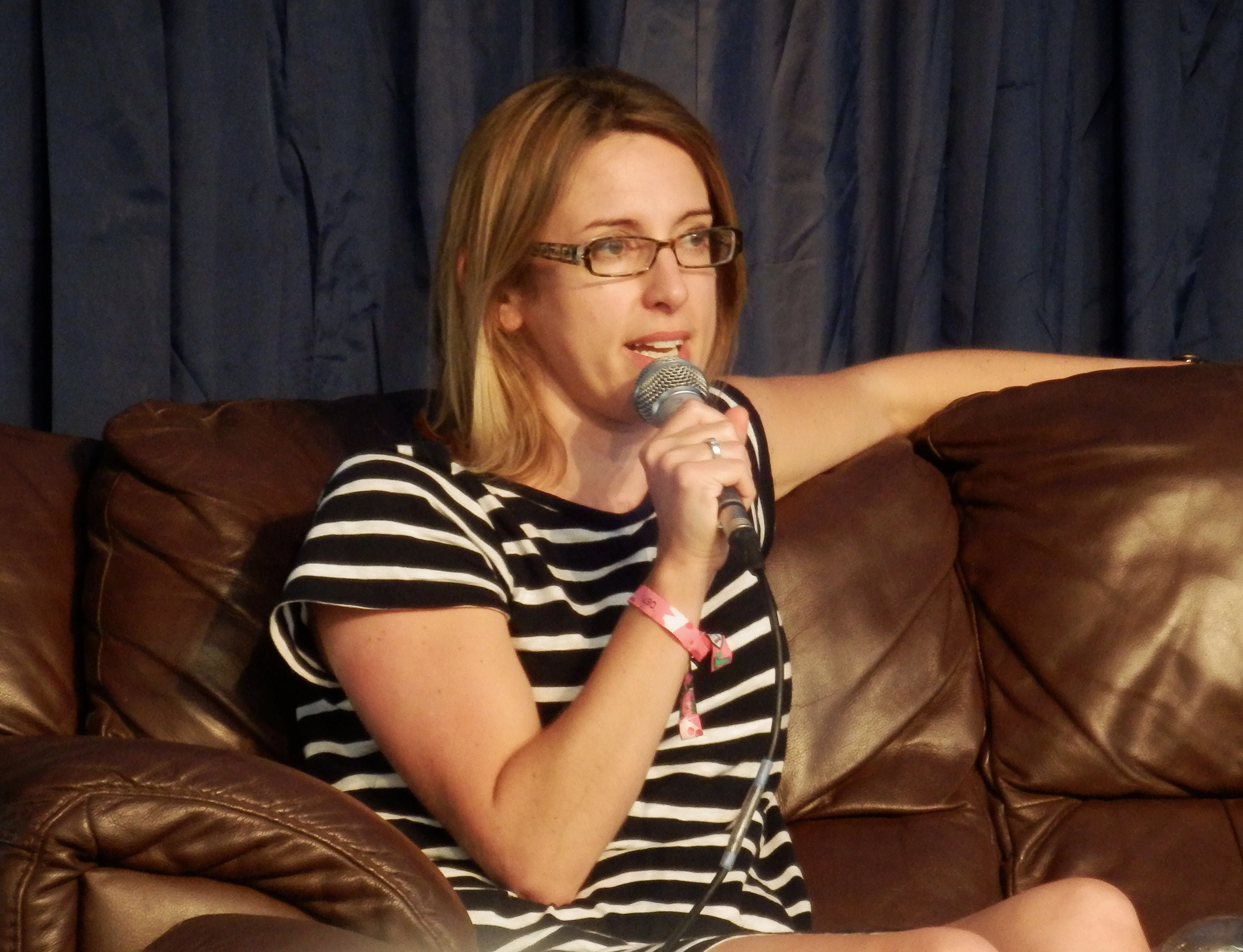
Sarah-Jayne Blakemore, 2015

Sarah-Jayne Blakemore (* 11. August 1974) ist Professorin für Psychologie und kognitive Neurowissenschaften an der Universität Cambridge und Co-Direktorin des Wellcome Trust PhD Programme in Neuroscience am University College London.

## Studium
Sarah-Jayne Blakemore besuchte die Oxford High School und das St John’s College in Oxford, wo sie 1996 einen Bachelor of Arts in experimenteller Psychologie erwarb. Sie absolvierte ein Aufbaustudium am University College London (UCL), wo sie im Jahr 2000 mit einer von Daniel Wolpert und Chris Frith betreuten Forschungsarbeit promovierte.

## Karriere
Nach ihrer Promotion wurde sie von 2001 bis 2003 als internationale Postdoc-Forschungsstipendiatin ernannt, um in Lyon, Frankreich, mit Jean Decety an der Wahrnehmung von Kausalität im menschlichen Gehirn zu arbeiten. Es folgten ein Dorothy-Hodgkin-Stipendium der Royal Society (2004–2007) und ein Royal Society University Research Fellowship (2007–2013) am UCL. Sie setzt sich aktiv dafür ein, das öffentliche Bewusstsein für die Wissenschaft zu schärfen, hält häufig öffentliche Vorträge und Gespräche an Schulen und war 2003 als wissenschaftliche Beraterin für die BBC-Serie The Human Mind tätig. Blakemore interessiert sich für die Verbindungen zwischen Neurowissenschaften und Bildung und hat zusammen mit Uta Frith ein Buch über das lernende Gehirn verfasst: The Learning Brain: Lessons for Education. Sie ist Co-Leiterin des vierjährigen Wellcome Trust PhD-Programms in Neurowissenschaften am UCL und Chefredakteurin der Zeitschrift Developmental Cognitive Neuroscience.
Seit 2017 befasst sich Sarah-Jayne Blakemore mit der Entwicklung der sozialen Kognition und der Entscheidungsfindung während der menschlichen Adoleszenz. Sie ist Mitglied der Royal Society BrainWaves-Arbeitsgruppe für Neurowissenschaften und des Royal Society Vision Committee for Maths and Science Education.

### Preise und Auszeichnungen
Sarah-Jayne Blakemore wurde mit einer Reihe von Preisen ausgezeichnet, darunter der British Psychological Society Doctoral Award 2001, die British Psychological Society Spearman Medal für herausragende Forschung am Anfang ihrer Karriere 2006, der Lecturer Award 2011 der Swedish Neuropsychology Society und der Young Mind & Brain Prize der Universität Turin 2013.
Sarah-Jayne Blakemore wurde 2013 mit dem Rosalind Franklin Award der Royal Society und 2015 mit dem Klaus J. Jacobs Research Prize ausgezeichnet. Von 2007 bis 2013 war Blakemore Inhaberin eines renommierten Royal Society University Research Fellowship. Im März 2015 wurde Sarah-Jayne Blakemore von Jim Al-Khalili in der Sendung The Life Scientific von BBC Radio 4 interviewt.
Im Juli 2018 wurde Sarah-Jayne Blakemore zum Fellow of the British Academy (FBA) gewählt. Die British Psychological Society verlieh Blakemore im August 2018 den Presidents’ Award for Distinguished Contributions to Psychological Knowledge, der eine lebenslange Mitgliedschaft in der Gesellschaft vorsieht. Sarah-Jayne Blakemore war die Gewinnerin des Royal Society Prize for Science Books 2018 für ihr Buch Inventing Ourselves: The Secret Life of the Teenage Brain. Im Jahr 2011 wurde sie mit dem Suffrage Science Award ausgezeichnet. 2024 wurde Blakemore zum Mitglied der Royal Society gewählt.

## Privatleben
Sarah-Jayne Lakemore ist die Tochter von Colin Blakemore und Andrée Blakemore (geborene Washbourne). Sie hat zwei Söhne.